# Xanthoparmelia kalbii
Xanthoparmelia kalbii är en lavart som beskrevs av Hale. Xanthoparmelia kalbii ingår i släktet Xanthoparmelia och familjen Parmeliaceae.   Inga underarter finns listade i Catalogue of Life.